# إيزوفاليرات المنثيل
إيزوفاليرات المنثيل (بالإنجليزية: Menthyl isovalerate)‏ ويعرف باسم فاليدولوم (بالإنجليزية: validolum)‏، هو إستر المنثيل لحمض الإيزوفاليريك [الإنجليزية]. وهو سائلٌ زيتيٌ شفافٌ عديمُ اللون له رائحة المنثول، وهو قابلٌ للذوبان بشكلٍ طفيفٍ جدًا في الإيثانول، بينما لا يذوب عمليًا في الماء. ويُستخدم مضافًا غذائيًا للأطعمة للنكهة والرائحة.

## الاستعمال الطبي
في بولندا وبلغاريا ورومانيا ودول الاتحاد السوفييتي السابق بما في ذلك روسيا، يُباع إيزوفاليرات المنثيل المخلوط بنحو 25% من المنثول مضادًا للقلق تحت أسماءٍ تجاريةٍ مختلفة ومنها إكسترا فاليريانيك، وفاليدول، وفالوفين، ومنثوفال.
الفاليدول (بالإنجليزية: Validol)‏ هو مضادٌ للقلق، يحتوي على محلولٍ من المنثول بنسبة 25% تقريبًا في إيزوفاليرات المنثيل محضرٌ في خطوةٍ واحدة، حيث تكون كمية المنثول المضافة قبل إجراء عملية الأسترة المحفزة بالحامض زائدةً بحيث يحتوي المحلول الناتج من الإستر الناتج على حوالي 25% من المنثول، مما يبسط الإجراء. قد يتكون التحضير من عدة عمليات غسل، بما في ذلك غسلة واحدة باستخدام بيكربونات الصوديوم المائية لتحييد آثار المحفز الحمضي وحمض الإيزوفاليريك غير المتفاعل، إضافةً إلى التقطير.[بحاجة لمصدر]